# Resolució 2086 del Consell de Seguretat de les Nacions Unides
La Resolució 2086 del Consell de Seguretat de les Nacions Unides fou adoptada per unanimitat el 21 de gener de 2013. La seva aprovació fou seguida per un debat obert moderat per Pakistan sobre l'enfocament de les operacions de pau. Com que els conflictes s'havien tornat cada vegada més complexos, les operacions de pau havien de ser manejades de manera multidimensional.

## Detalls
L'objectiu de les operacions de pau havia de consistir en construir i mantenir la pau i el desenvolupament per tal de ser eficaç en situacions posteriors a un conflicte. També calia donar a conèixer la legitimitat internacional i el pes polític d'un mandat del Consell de Seguretat. A més havia de desplegar-se sobre el terreny una combinació de capacitats civils, policials i militars sota un lideratge conjunt.
El mandat podria preveure que una força de manteniment de la pau assumís les responsabilitats del país amfitrió, com garantir la seguretat al país, dirigir el procés polític i protegir la població de la violència. El govern del país amfitrió seria responsable de determinar les prioritats durant el procés de pau, en consulta amb una àmplia secció de la societat. Les tasques que una força de pau podria rebre:
- La seguretat al país,
- Desarmament,
- Reforçar els organismes encarregats de l'aplicació de la llei del país,
- Desminatge
- Facilitar el diàleg polític,
- Proporcionar assistència d'emergència,
- Protegir els drets humans,
- Protegir la població de la violència,
- Donar suport als esforços de desenvolupament econòmic,
- Donar suport a la participació de les dones en el procés de pau.

Es va demanar als països i organitzacions que ampliessin les seves capacitats civils disponibles per a les operacions de manteniment de la pau. Una força de pau també havia de tenir un mandat clarament definit i recursos suficients, el que sovint era un problema.